# Overjoyed
overjoyed（オーバージョイド）はRAMJET PULLEYの2枚目のシングル。

## 概要
カップリングは、前作だったデビューシングル「Hello...good bye」をジャズ風にリミックスしたバージョン。これまでのシングルの中では最大のヒット作である。

## 批評
Groovin'の鮎川夕子は「ポップでクールでセンチメンタル…思いがけず暖かい風が吹いた春の午後には、きっとこんな曲が聴きたくなるに違いない」と評した。

## 収録曲
1. overjoyed
作詞：麻越さとみ　作曲：間島和伸　編曲：小林哲・RAMJET PULLEY
2. Yes...no
作詞：麻越さとみ　作曲：間島和伸　編曲：小林哲・RAMJET PULLEY
3. Hello...good bye (dom's "all that jazz")
Remix：division of mark

## 収録アルバム
- a cup of day（#1）
- GIZA studio Masterpiece BLEND 2001（#1）
- GIZA studio presents -Girls-（#1）